# Nova Makedonija

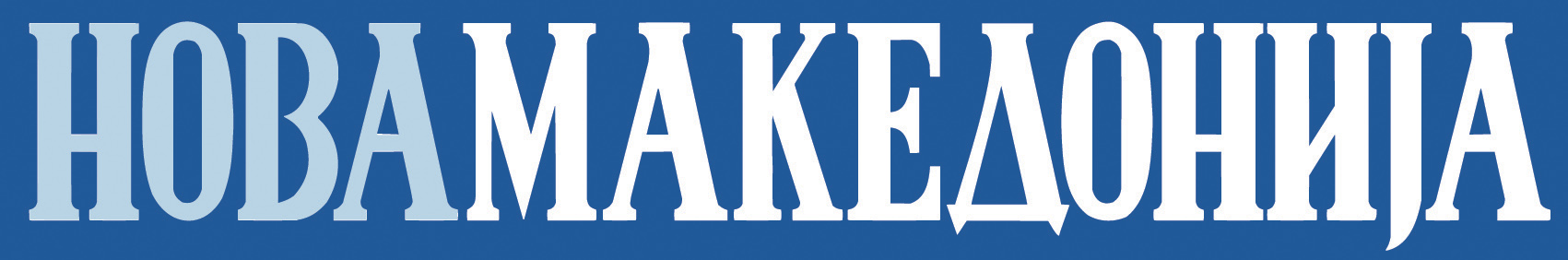
Logo deníku v cyrilici.

Nova Makedonija (v makedonské cyrilici Нова Македонија) je severomakedonský celostátní deník; nejstarší z těch, které jsou vydávány v makedonském jazyce. Začal vycházen z rozhodnutí ASNOMu (makedonské rady pro národní osvobození od fašismu), 29. října 1944 a byl jeho tištěným periodikem. Vychází (s přestávkou v 90. letech 20. století) dodnes.
První čísla novin sloužila především ke kulturní a jazykové osvětě, vzhledem ke skutečnosti, že se jazykový standard spisovné makedonštiny kodifikoval až v závěru druhé světové války a jeho rozšíření na území celé budoucí Makedonie bylo ještě dlouhodobou záležitostí. 
Prvním redaktorem novin byl Vasil Ivanovski. Deník poprvé vyšel v tiskárně ve třítisícovém městě Gorno Vranovci, kde se dnes nachází muzeum. Toto město bylo vybráno proto, že se nacházelo jednak na svobodném (partyzány obsazeném) území a pro okupační vojska (bulharská) bylo těžce dostupné. Vyšel ilegálně a přinesl závěry z jednání ASNOMu. Později byl tisknut ve Skopje (s výjimkou léta 1963, kdy z důvodů zemětřesení byl tištěn krátce v kosovské Prištině). 
V dobách existence socialistické Jugoslávie se spolu s deníkem Večer jednalo o hlavní list, vydávaný v makedonském jazyce. Konkurenční tituly se objevily až v roce 1991.[zdroj?] Deník nepřežil turbulentní transformace makedonské společnosti; makedonská vláda státní podnik, vydávající noviny privatizovala. Tento proces však nebyl úspěšný a v roce 2002 došlo k několika stávkám pracovníků novin, až o rok později přestal titul vycházet úplně. Od dubna 2008 je ovšem opět vydáván.